# The Scorpion King
The Rock - The Scorpion King (Brasil: O Escorpião Rei / Portugal: O Rei Escorpião) é um filme americano de 2002 dirigido por Chuck Russell e estrelado por Dwayne Johnson (The Rock) e Michael Clarke Duncan. O filme conta com a utilização da arte marcial filipina Arnis Kali Eskrima.

## Sinopse
Menom, um governante maligno, está conquistando muitos reinos com a ajuda de uma feiticeira que pode prever o sucesso ou fracasso da missão. Com isso, várias tribos inimigas se unem a fim de contratar um eficaz assassino que poderá eliminar a feiticeira. Este assassino é um acadiano, Mathayus. Com a ajuda de um ladrão de cavalos e da feiticeira, que se tornou sua aliada, eles vão combater Menom e seu exército.

## Elenco
| Dwayne "The Rock" Johnson | Mathayus (Escorpião Rei) |
| Kelly Hu                  | Cassandra                |
| Michael Clarke Duncan     | Balthasar                |
| Steven Brand              | Memmon                   |
| Bernard Hill              | Philos                   |
| Grant Heslov              | Arpid                    |
| Peter Facinelli           | Takmet                   |
| Tyler Mane                | Líder Bárbaro            |
| Roger Rees                | Rei Pheron               |
| Branscombe Richmond       | Jesup                    |
| Ralf Moeller              | Thorpe                   |
| Nils Allen Stewart        | Torturador               |
| Sean Michael              | Garoto na fonte          |
| Summer Altice             | Mulher guerreira         |
| Esteban Cueto             | (não creditado)          |

## Recepção da crítica
The Scorpion King tem recepção mista por parte da crítica especializada. Com tomatometer de 41% em base de 135 críticas, o Rotten Tomatoes publicou um consenso: “Ação e aventura não fica muito mais pateta do que The Scorpion King”. Tem 38% de aprovação por parte da audiência, usada para calcular a recepção do público a partir de votos dos usuários do site.

## Trilha sonora
1. Godsmack - "I Stand Alone"
2. P.O.D. - "Set It Off (Tweaker Remix)"
3. Drowning Pool - "Break You"
4. System of a Down - "Streamline"
5. Creed - "To Whom It May Concern"
6. Nickelback - "Yanking Out My Heart"
7. Hoobastank - "Losing My Grip"
8. Flaw - "Only The Strong"
9. Rob Zombie featuring Ozzy Osbourne - "Iron Head"
10. 12 Stones - "My Life"
11. Mushroomhead - "Along The Way"
12. Lifer - "Breathless"
13. Sevendust - "Corrected"
14. Injected - "Burn It Black"
15. Breaking Point - "27"
16. Coal Chamber - "Glow"[3]